# Schinus piliferus
Schinus piliferus är en sumakväxtart som beskrevs av Ivan Murray Johnston. Schinus piliferus ingår i släktet Schinus och familjen sumakväxter.

## Underarter
Arten delas in i följande underarter:
- S. p. boliviensis
- S. p. cabrerae